# Zagyva
El Zagyva és un afluent del Tisza que es troba al centre d'Hongria. Té una llargària de 179 km i una conca de 5.677 km². Els seus afluents principals són el Tarna (105 km) i el Galga (48 km).
Neix prop de Salgótarján, al comtat de Nógrád, molt a prop de la frontera amb Eslovàquia. Al seu recorregut passa per les ciutats de Bátonyterenye, Pásztó, Hatvan i Jászberény, i s'uneix al riu Tisza a l'alçada de Szolnok, on el cabal mitjà és d'uns 9,5 m³/s.